# Frobeniova metoda
Frobeniova metoda je v matematice metoda, kterou vyvinul Ferdinand Georg Frobenius pro nalezení řešení obyčejných diferenciálních rovnic druhého řádu tvaru
{\displaystyle z^{2}u''+p(z)zu'+q(z)u=0}
kde
{\displaystyle u'\equiv {{du} \over {dz}}}   a   {\displaystyle u''\equiv {{d^{2}u} \over {dz^{2}}}}
ve formě nekonečné řady v blízkosti regulárního singulárního bodu {\displaystyle z=0}. Vydělením rovnice výrazem {\displaystyle z^{2}} získáme diferenciální rovnici tvaru
{\displaystyle u''+{p(z) \over z}u'+{q(z) \over z^{2}}u=0}
která nebude řešitelná regulárními metodami mocninných řad, jestliže p(z)/z nebo q(z)/z2 nejsou analytické funkce v z = 0. Frobeniova metoda nám umožňuje sestrojit mocninnou řadu, která tyto diferenciální rovnice řeší za předpokladu, že funkce p(z) a q(z) jsou samy analytické v bodě 0 anebo, když jsou analytické jinde, pokud obě jejich limity v 0 existují (a jsou konečné).

## Vysvětlení
Frobeniova metoda nám říká, že můžeme hledat řešení jako mocninnou řadu tvaru
{\displaystyle u(z)=\sum _{k=0}^{\infty }A_{k}z^{k+r},\qquad (A_{0}\neq 0)}
po zderivování:
{\displaystyle u'(z)=\sum _{k=0}^{\infty }(k+r)A_{k}z^{k+r-1}}
{\displaystyle u''(z)=\sum _{k=0}^{\infty }(k+r-1)(k+r)A_{k}z^{k+r-2}}
a provedení substituce:
{\displaystyle {\begin{aligned}z^{2}\sum _{k=0}^{\infty }&(k+r-1)(k+r)A_{k}z^{k+r-2}-zp(z)\sum _{k=0}^{\infty }(k+r)A_{k}z^{k+r-1}+q(z)\sum _{k=0}^{\infty }A_{k}z^{k+r}\\&=\sum _{k=0}^{\infty }(k+r-1)(k+r)A_{k}z^{k+r}+p(z)\sum _{k=0}^{\infty }(k+r)A_{k}z^{k+r}+q(z)\sum _{k=0}^{\infty }A_{k}z^{k+r}\\&=\sum _{k=0}^{\infty }(k+r-1)(k+r)A_{k}z^{k+r}+p(z)(k+r)A_{k}z^{k+r}+q(z)A_{k}z^{k+r}\\&=\sum _{k=0}^{\infty }\left[(k+r-1)(k+r)+p(z)(k+r)+q(z)\right]A_{k}z^{k+r}\\&=\left[r(r-1)+p(z)r+q(z)\right]A_{0}z^{r}+\sum _{k=1}^{\infty }\left[(k+r-1)(k+r)+p(z)(k+r)+q(z)\right]A_{k}z^{k+r}\end{aligned}}}
Výraz
{\displaystyle r\left(r-1\right)+p\left(0\right)r+q\left(0\right)=I(r)}
se nazývá charakteristická rovnice a je kvadratickou rovnicí s proměnnou r. Obecná definice charakteristické rovnice je koeficient nejnižší mocniny z v nekonečné řadě. V tomto případě je to r-tý koeficient, ale je možné, že nejnižší exponent bude r − 2, r − 1 nebo jiný else podle konkrétní diferenciální rovnice. Na tento detail je třeba pamatovat, protože jinak může proces synchronizace celé řady diferenciální rovnice skončit složitými výrazy, aby začínala na stejné hodnotě indexu, která je ve výše uvedeném výrazu k = 1. Ale pozornost při řešení pro kořeny charakteristické rovnice je zaměřena pouze na koeficient nejnižší mocniny z.
Koeficient zk + r lze obecně vyjádřit
{\displaystyle I(k+r)A_{k}+\sum _{j=0}^{k-1}{(j+r)p^{(k-j)}(0)+q^{(k-j)}(0) \over (k-j)!}A_{j}},
Tyto koeficienty musí být nula, protože musí být řešením diferenciální rovnice, takže
{\displaystyle I(k+r)A_{k}+\sum _{j=0}^{k-1}{(j+r)p^{(k-j)}(0)+q^{(k-j)}(0) \over (k-j)!}A_{j}=0}
{\displaystyle \sum _{j=0}^{k-1}{(j+r)p^{(k-j)}(0)+q^{(k-j)}(0) \over (k-j)!}A_{j}=-I(k+r)A_{k}}
{\displaystyle {1 \over -I(k+r)}\sum _{j=0}^{k-1}{(j+r)p^{(k-j)}(0)+q^{(k-j)}(0) \over (k-j)!}A_{j}=A_{k}}
Řada, která je řešením diferenciální rovnice, má koeficienty Ak vyjádřenými výše
{\displaystyle U_{r}(z)=\sum _{k=0}^{\infty }A_{k}z^{k+r}}
vyhovuje rovnosti
{\displaystyle z^{2}U_{r}(z)''+p(z)zU_{r}(z)'+q(z)U_{r}(z)=I(r)z^{r}}
Jestliže vybereme jeden z kořenů charakteristická rovnice pro r v Ur(z), získáme řešení diferenciální rovnice. Jestliže rozdíl mezi kořeny není celé číslo, dostaneme další lineárně nezávislé řešení pro jiný kořen.

## Příklad
Jestliže řešíme rovnici
{\displaystyle z^{2}f''-zf'+(1-z)f=0\,}
vydělíme ji výrazem z2 a dostaneme
{\displaystyle f''-{1 \over z}f'+{1-z \over z^{2}}f=f''-{1 \over z}f'+\left({1 \over z^{2}}-{1 \over z}\right)f=0}
která má nezbytně singularity pro z = 0.
Použijeme řadu pro řešení
{\displaystyle {\begin{aligned}f&=\sum _{k=0}^{\infty }A_{k}z^{k+r}\\f'&=\sum _{k=0}^{\infty }(k+r)A_{k}z^{k+r-1}\\f''&=\sum _{k=0}^{\infty }(k+r)(k+r-1)A_{k}z^{k+r-2}\end{aligned}}}
a provedeme substituci
{\displaystyle {\begin{aligned}\sum _{k=0}^{\infty }&(k+r)(k+r-1)A_{k}z^{k+r-2}-{\frac {1}{z}}\sum _{k=0}^{\infty }(k+r)A_{k}z^{k+r-1}+\left({\frac {1}{z^{2}}}-{\frac {1}{z}}\right)\sum _{k=0}^{\infty }A_{k}z^{k+r}\\&=\sum _{k=0}^{\infty }(k+r)(k+r-1)A_{k}z^{k+r-2}-{\frac {1}{z}}\sum _{k=0}^{\infty }(k+r)A_{k}z^{k+r-1}+{\frac {1}{z^{2}}}\sum _{k=0}^{\infty }A_{k}z^{k+r}-{\frac {1}{z}}\sum _{k=0}^{\infty }A_{k}z^{k+r}\\&=\sum _{k=0}^{\infty }(k+r)(k+r-1)A_{k}z^{k+r-2}-\sum _{k=0}^{\infty }(k+r)A_{k}z^{k+r-2}+\sum _{k=0}^{\infty }A_{k}z^{k+r-2}-\sum _{k=0}^{\infty }A_{k}z^{k+r-1}\\&=\sum _{k=0}^{\infty }(k+r)(k+r-1)A_{k}z^{k+r-2}-\sum _{k=0}^{\infty }(k+r)A_{k}z^{k+r-2}+\sum _{k=0}^{\infty }A_{k}z^{k+r-2}-\sum _{k-1=0}^{\infty }A_{k-1}z^{k+r-2}\\&=\sum _{k=0}^{\infty }(k+r)(k+r-1)A_{k}z^{k+r-2}-\sum _{k=0}^{\infty }(k+r)A_{k}z^{k+r-2}+\sum _{k=0}^{\infty }A_{k}z^{k+r-2}-\sum _{k=1}^{\infty }A_{k-1}z^{k+r-2}\\&=\left\{\sum _{k=0}^{\infty }\left((k+r)(k+r-1)-(k+r)+1\right)A_{k}z^{k+r-2}\right\}-\sum _{k=1}^{\infty }A_{k-1}z^{k+r-2}\\&=\left\{\left(r(r-1)-r+1\right)A_{0}z^{r-2}+\sum _{k=1}^{\infty }\left((k+r)(k+r-1)-(k+r)+1\right)A_{k}z^{k+r-2}\right\}-\sum _{k=1}^{\infty }A_{k-1}z^{k+r-2}\\&=(r-1)^{2}A_{0}z^{r-2}+\left\{\sum _{k=1}^{\infty }(k+r-1)^{2}A_{k}z^{k+r-2}-\sum _{k=1}^{\infty }A_{k-1}z^{k+r-2}\right\}\\&=(r-1)^{2}A_{0}z^{r-2}+\sum _{k=1}^{\infty }\left((k+r-1)^{2}A_{k}-A_{k-1}\right)z^{k+r-2}\end{aligned}}}
Charakteristická rovnice (r − 1)2 = 0 má dvojitý kořen 1. Při použití tohoto kořene, položíme koeficient zk + r − 2 rovný nule (aby to bylo řešení), což dává:
{\displaystyle (k+1-1)^{2}A_{k}-A_{k-1}=k^{2}A_{k}-A_{k-1}=0}
odtud dostáváme rekurentní vztah:
{\displaystyle A_{k}={\frac {A_{k-1}}{k^{2}}}}
Podle počátečních podmínek můžeme buď vyřešit úplně vyřešit rekurenci nebo získat řešení ve formě mocninné řady.
Protože poměr koeficientů {\displaystyle A_{k}/A_{k-1}} je racionální funkce, mocninná řada může být zapsána jako zobecněná hypergeometrická řada.

## Dvojité kořeny
V předchozím příkladě měla charakteristická rovnice vícenásobné kořeny, což dávalo pouze jedno řešení diferenciální rovnice. Frobeniova metoda obecně dává dvě nezávislá řešení za předpokladu, že kořeny charakteristické rovnice jsou jednoduché.
Jestliže kořen je vícenásobný nebo když se kořeny liší o celé číslo, pak druhé řešení lze nalézt pomocí rovnice:
{\displaystyle y_{2}=y_{1}\ln x+\sum _{k=1}^{\infty }a_{k}x^{k+r}}
kde {\displaystyle y_{1}(x)} je první řešení a koeficienty {\displaystyle a_{k}} jsou dané.